# Lokal-Global-Prinzip (Kommutative Algebra)
Das Lokal-Global-Prinzip der kommutativen Algebra ist eine Methode, Aussagen über kommutative Ringe mit Einselement oder ihre Moduln  auf entsprechende Aussagen über lokale Ringe zurückzuführen, wo der Beweis auf Grund der spezielleren Situation oft einfacher ist.
Dieser Artikel beschäftigt sich mit kommutativer Algebra. Insbesondere sind alle betrachteten Ringe kommutativ und haben ein Einselement. Ringhomomorphismen bilden Einselemente auf Einselemente ab. Für weitere Details siehe Kommutative Algebra.

## Grundidee
Es sei {\displaystyle M} ein {\displaystyle R}-Modul über einem kommutativen Ring {\displaystyle R} mit Einselement. Ist {\displaystyle S\subset R} eine multiplikativ abgeschlossene Teilmenge, die das Einselement enthält, so kann man zur sogenannten  Lokalisierung {\displaystyle S^{-1}R} übergehen und auch zum lokalisierten {\displaystyle S^{-1}R}-Modul {\displaystyle S^{-1}M}. Auch Modulhomomorphismen {\displaystyle f\colon M\rightarrow N} lokalisieren zu {\displaystyle S^{-1}f\colon S^{-1}M\rightarrow S^{-1}N}.
In den hier zu besprechenden Anwendungen ist {\displaystyle S} das Komplement eines Primideals, sogar eines maximalen Ideals. Ist {\displaystyle {\mathfrak {p}}\subset R} ein Primideal, so schreibt man kürzer {\displaystyle R_{\mathfrak {p}}}, {\displaystyle M_{\mathfrak {p}}} und {\displaystyle f_{\mathfrak {p}}} statt {\displaystyle (R\setminus {\mathfrak {p}})^{-1}R}, {\displaystyle (R\setminus {\mathfrak {p}})^{-1}M} bzw. {\displaystyle (R\setminus {\mathfrak {p}})^{-1}f}.
Manche Aussagen der kommutativen Algebra behaupten das Verschwinden eines Moduls oder sind äquivalent dazu oder lassen sich darauf zurückführen. Dafür gilt nun (siehe auch Träger eines Moduls):
- Ein Untermodul {\displaystyle P\subset M} eines {\displaystyle R}-Moduls ist genau dann der Nullmodul, wenn {\displaystyle P_{\mathfrak {m}}\subset M_{\mathfrak {m}}} für alle maximalen Ideale {\displaystyle {\mathfrak {m}}\subset R} der Nullmodul ist.

Man muss das gewünschte Verschwinden des Untermoduls also nur lokal (bei jedem maximalen Ideal) zeigen und kann dann auf Grund dieses Satzes auf die globale Gleichheit {\displaystyle P=0} schließen. Man spricht daher von einer Lokal-Global-Aussage oder vom Übergang vom Lokalen zum Globalen.
Da die Lokalisierungen nach Primidealen lokale Ringe sind, diese definitionsgemäß ein eindeutiges maximales Ideal haben und der Quotientenring nach diesem Ideal ein Körper ist, kann man oft zu Moduln über einem Körper, das heißt zu Vektorräumen, übergehen.

## Weitere einfache Lokal-Global-Aussagen
- Zwei Untermoduln {\displaystyle P,Q\subset M} eines {\displaystyle R}-Moduls sind genau dann gleich, wenn {\displaystyle P_{\mathfrak {m}}=Q_{\mathfrak {m}}} für alle maximalen Ideale {\displaystyle {\mathfrak {m}}\subset R}.
- Eine Sequenz

{\displaystyle M\xrightarrow {f} N\xrightarrow {g} P}
von {\displaystyle R}-Moduln ist genau dann exakt, wenn die Sequenzen
{\displaystyle M_{\mathfrak {m}}\xrightarrow {f_{\mathfrak {m}}} N_{\mathfrak {m}}\xrightarrow {g_{\mathfrak {m}}} P_{\mathfrak {m}}}
von {\displaystyle R_{\mathfrak {m}}}-Moduln für alle maximalen Ideale {\displaystyle {\mathfrak {m}}\subset R} exakt sind.
- Ein {\displaystyle R}-Modulhomomorphismus {\displaystyle f:M\rightarrow N} ist genau dann injektiv (surjektiv, bijektiv), wenn die lokalisierten {\displaystyle R_{\mathfrak {m}}}-Modulhomomorphismen {\displaystyle f_{\mathfrak {m}}:M_{\mathfrak {m}}\rightarrow N_{\mathfrak {m}}} für jedes maximale Ideal {\displaystyle {\mathfrak {m}}\subset R} injektiv (surjektiv, bijektiv) sind.

Diese Aussagen ergeben sich leicht aus der oben genannten Aussage über den Nullmodul.
Die Gleichheit {\displaystyle P=Q} führt man auf das Verschwinden von {\displaystyle (P+Q)/P} und {\displaystyle (P+Q)/Q} und die Verträglichkeit zwischen Lokalisierung und Quotientenbildung zurück. Die Exaktheitsaussage behauptet die Gleichheit zweier Untermoduln und Injektivität und Surjektivität können als Exaktheit gewisser Sequenzen ausgedrückt werden.

## Lokal-Global-Aussagen mit zusätzlichen Voraussetzungen
Komplexere Lokal-Global-Aussagen benötigen weitere Zusatzvoraussetzungen.
- Es sei eine kurze exakte Sequenz

{\displaystyle 0\rightarrow M\xrightarrow {f} N\xrightarrow {g} P\rightarrow 0}
von {\displaystyle R}-Moduln gegeben und sei {\displaystyle P} endlich präsentierbar. Dann zerfällt obige Sequenz genau dann, wenn die kurzen exakten Sequenzen
{\displaystyle 0\rightarrow M_{\mathfrak {m}}\xrightarrow {f_{\mathfrak {m}}} N_{\mathfrak {m}}\xrightarrow {g_{\mathfrak {m}}} P_{\mathfrak {m}}\rightarrow 0}
von {\displaystyle R_{\mathfrak {m}}}-Moduln für alle maximalen Ideale {\displaystyle {\mathfrak {m}}\subset R} zerfallen.
Daraus ergibt sich leicht
- Sei {\displaystyle M} ein endlich präsentierbarer {\displaystyle R}-Modul. Dann ist ein Untermodul {\displaystyle U\subset M} genau dann direkter Summand in {\displaystyle M}, wenn er lokal direkter Summand ist, das heißt wenn {\displaystyle U_{\mathfrak {m}}} für jedes maximale Ideal {\displaystyle {\mathfrak {m}}\subset R} ein direkter Summand in {\displaystyle M_{\mathfrak {m}}} ist.

Einen {\displaystyle R}-Modul {\displaystyle M} kann man zu einem Modul über dem Polynomring {\displaystyle R[X]} erweitern, indem man definiert
{\displaystyle M[X]:=R[X]\otimes _{R}M}.
Man nennt einen {\displaystyle R[X]}-Modul {\displaystyle M} erweitert, wenn es einen {\displaystyle R}-Modul {\displaystyle N} gibt, so dass {\displaystyle M\cong N[X]}. Hierfür gilt die folgende auf Daniel Quillen zurückgehende Lokal-Global-Aussage:
- Sei {\displaystyle M} ein endlich präsentierbarer {\displaystyle R[X]}-Modul. Der Modul {\displaystyle M} ist genau dann erweitert, wenn er lokal erweitert ist, das heißt, wenn für jedes maximale Ideal {\displaystyle {\mathfrak {m}}\subset R} gilt, dass {\displaystyle M_{\mathfrak {m}}} ein erweiterter {\displaystyle R_{\mathfrak {m}}[X]}-Modul ist.

Dies ist ein wesentlicher Bestandteil von Quillens Lösung des Serre-Problems. Die zuletzt genannte Lokal-Global-Aussage nennt man manchmal auch Quillens Lokal-Global-Prinzip.